# Усть-Бузулукская
Усть-Бузулу́кская — станица в Алексеевском районе Волгоградской области России. Административный центр Усть-Бузулукского сельского поселения, в 1935—1963 годах — Кругловского района.

## География
Станица расположена в 12 км южнее станицы Алексеевской (по дороге — 15 км) на правом берегу Хопра недалеко от места впадения в него реки Бузулук.

## История
В 1802 году в станице имелась одна каменная церковь.
В 1833 году в станице проживало 1728 станичников.
В 1866 году открыта приходская школа. В 1868 году был построен Храм Рождества Богородицы.
По состоянию на 1918 год Усть-Бузулукская являлась станицей Усть-Бузулуцкого юрта Хопёрского округа Области Войска Донского. В юрт входило 11 хуторов: Верхнее-Суховский, Куличковский, Ларинский, Нижне-Суховский, Перепольский, Речешный, Столовский, Суховский и другие. В хуторе Куличковском в 1901 году была построена Николаевская церковь.
В 1935—1963 годах Усть-Бузулукская была центром Кругловского района.

## Население
| 1959 | 2010  | 2012 | 2013  |
| ---- | ----- | ---- | ----- |
| 2838 | ↘2364 | ↘798 | ↗2688 |

## Инфраструктура
Станица газифицирована. Есть средняя образовательная школа, больница, магазины, рынок.
На юге от станицы расположена компрессорная станция газопровода «Средняя Азия — Центр» (линейно-производственное управление магистральных газопроводов — ЛПУМГ) 50°08′05″ с. ш. 42°08′59″ в. д..
В 12 км юго-восточнее — месторождение сырья, пригодного для получения бутового камня и щебня.
В 1929 году основано коллективное сельскохозяйственное предприятие. По решению Хопёрского окружного комитета ВКП(б) в январе 1930 года началось укрупнение коллективных хозяйств, преобразование их в сельскохозяйственные артели или коммуны. Устав сельскохозяйственной артели предоставлял колхозникам право иметь в личной собственности лишь корову, мелкий рогатый скот и приусадебный участок.
Дороги в станице асфальтированные, имеется автобусное сообщение.

## Достопримечательности

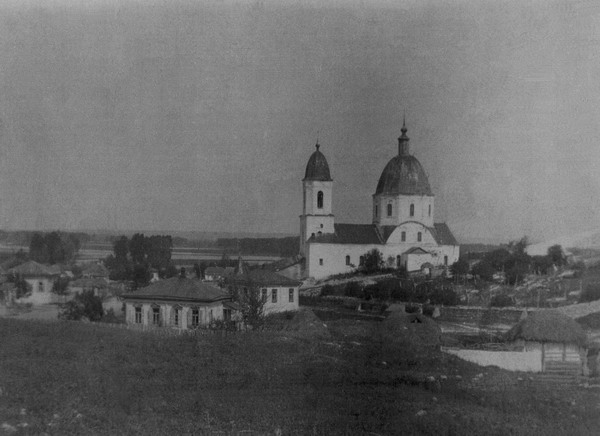
Храм Рождества Богородицы
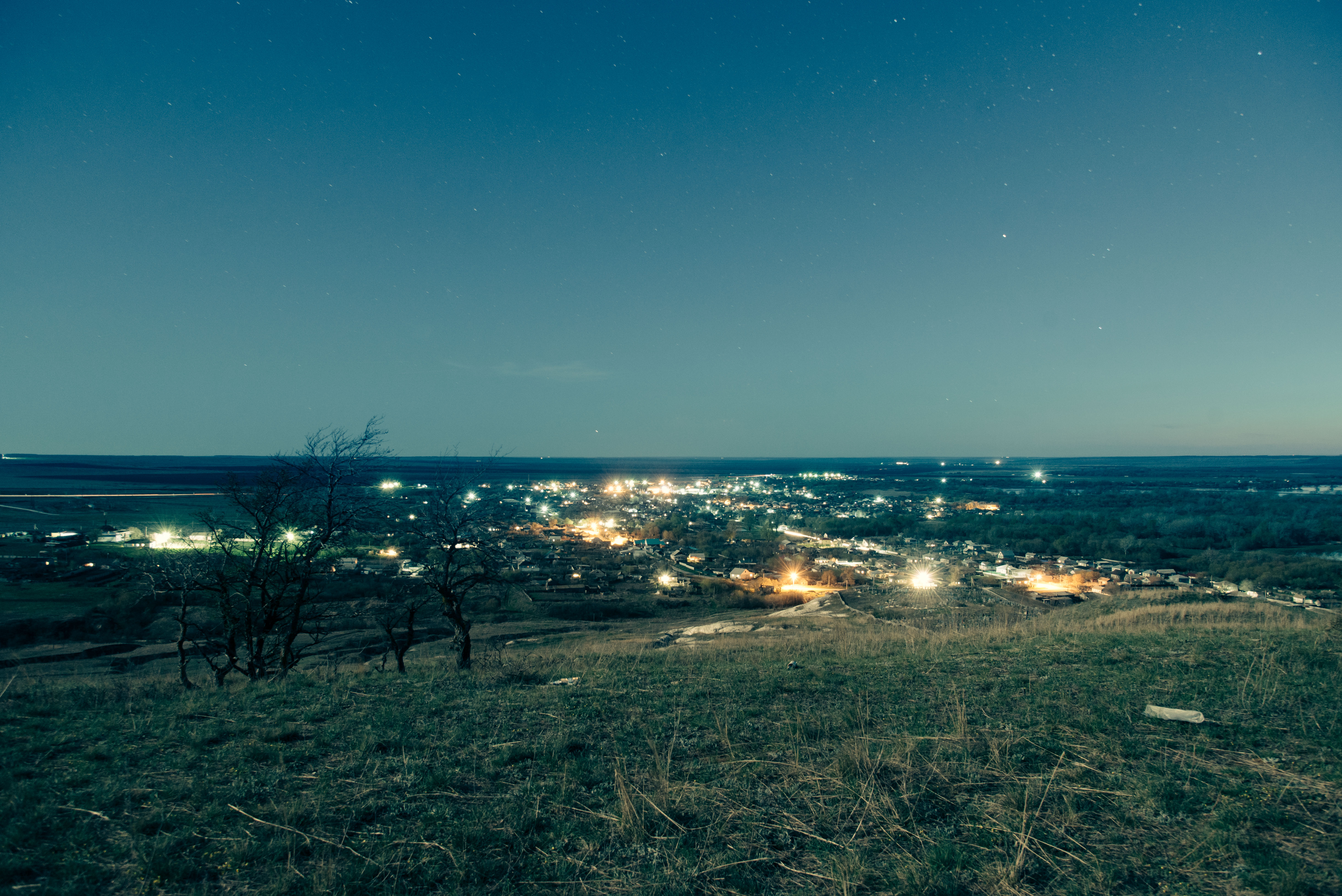
Ночной вид на станицу
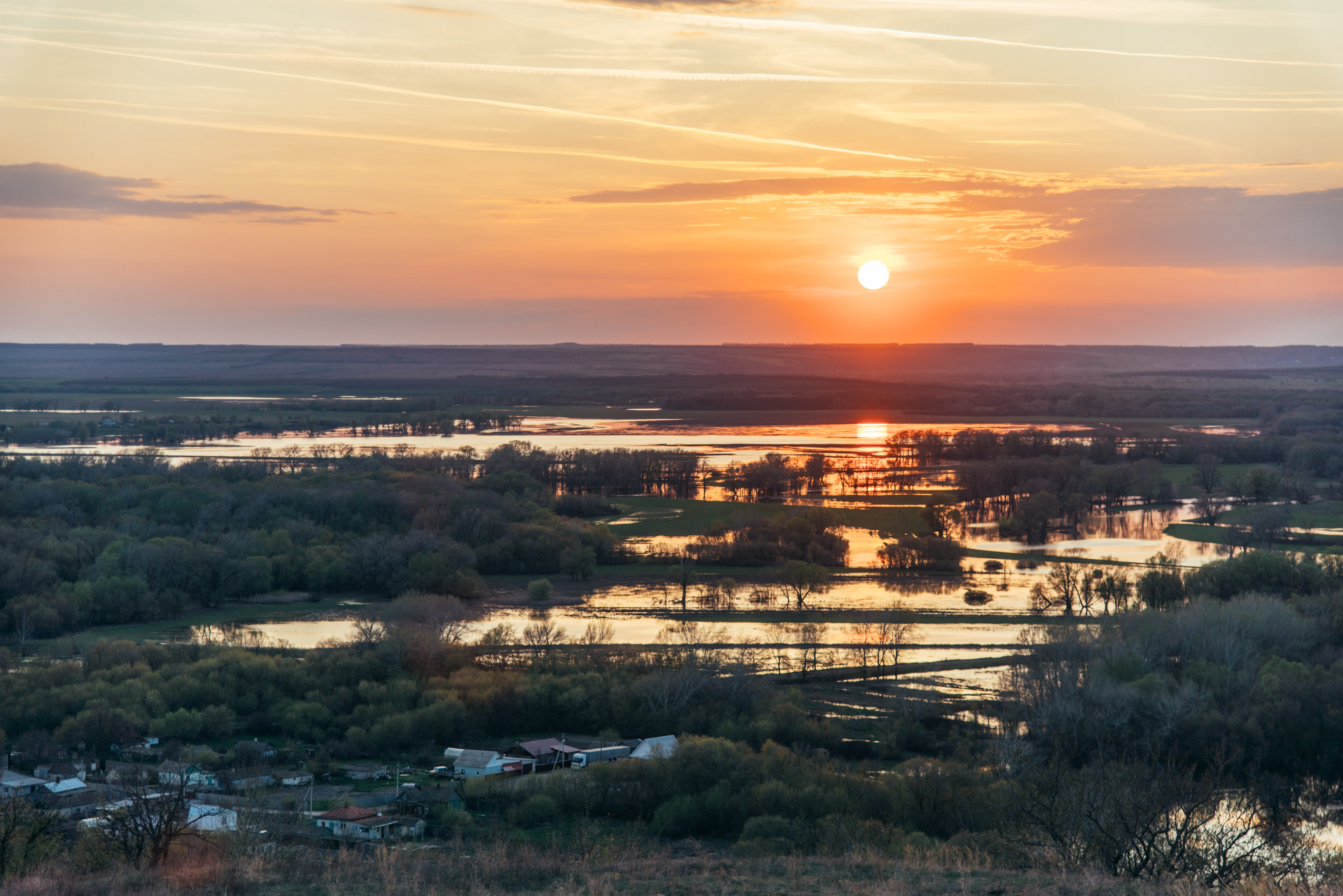
Весенний паводок в станице
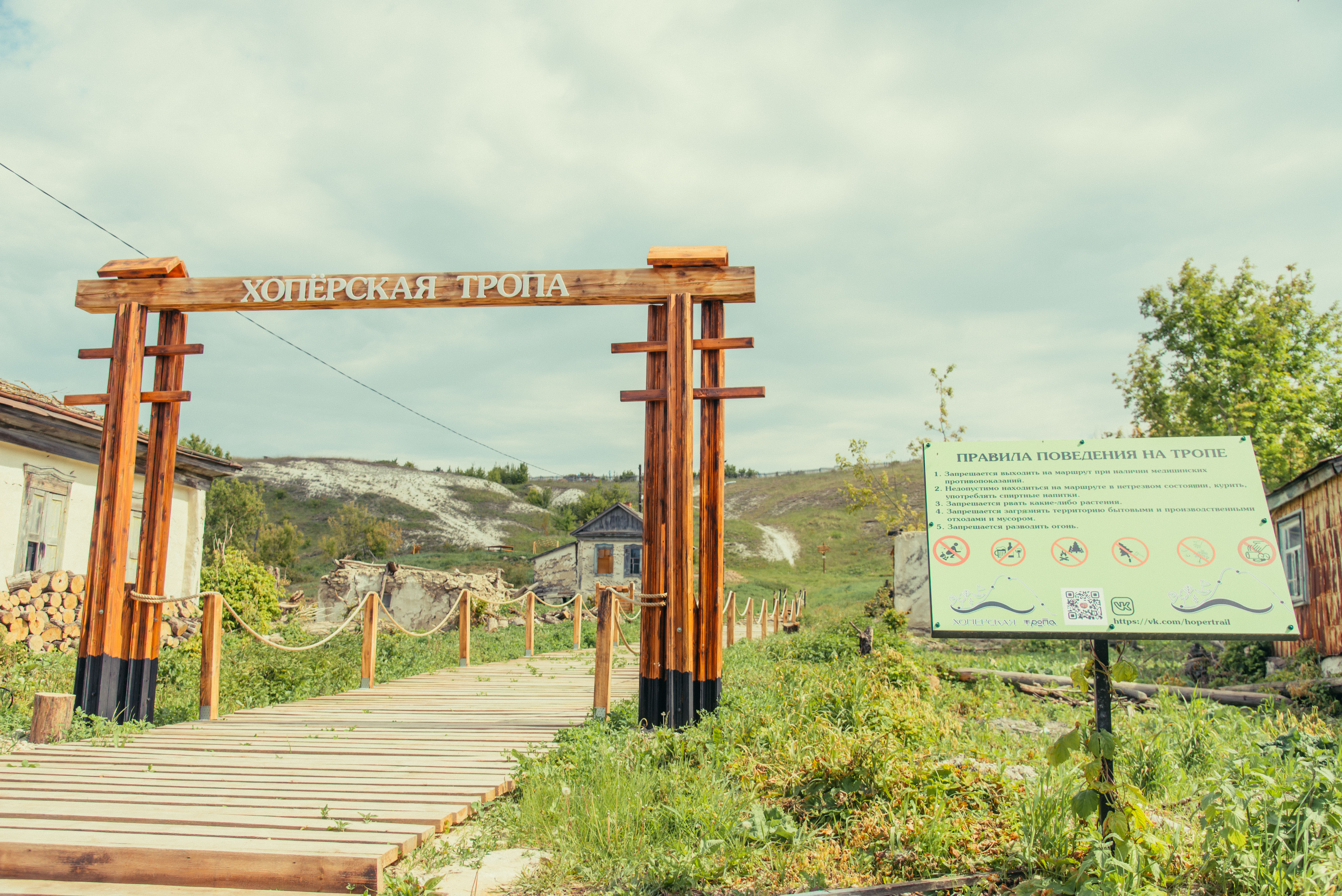
Место начала Хопёрской тропы
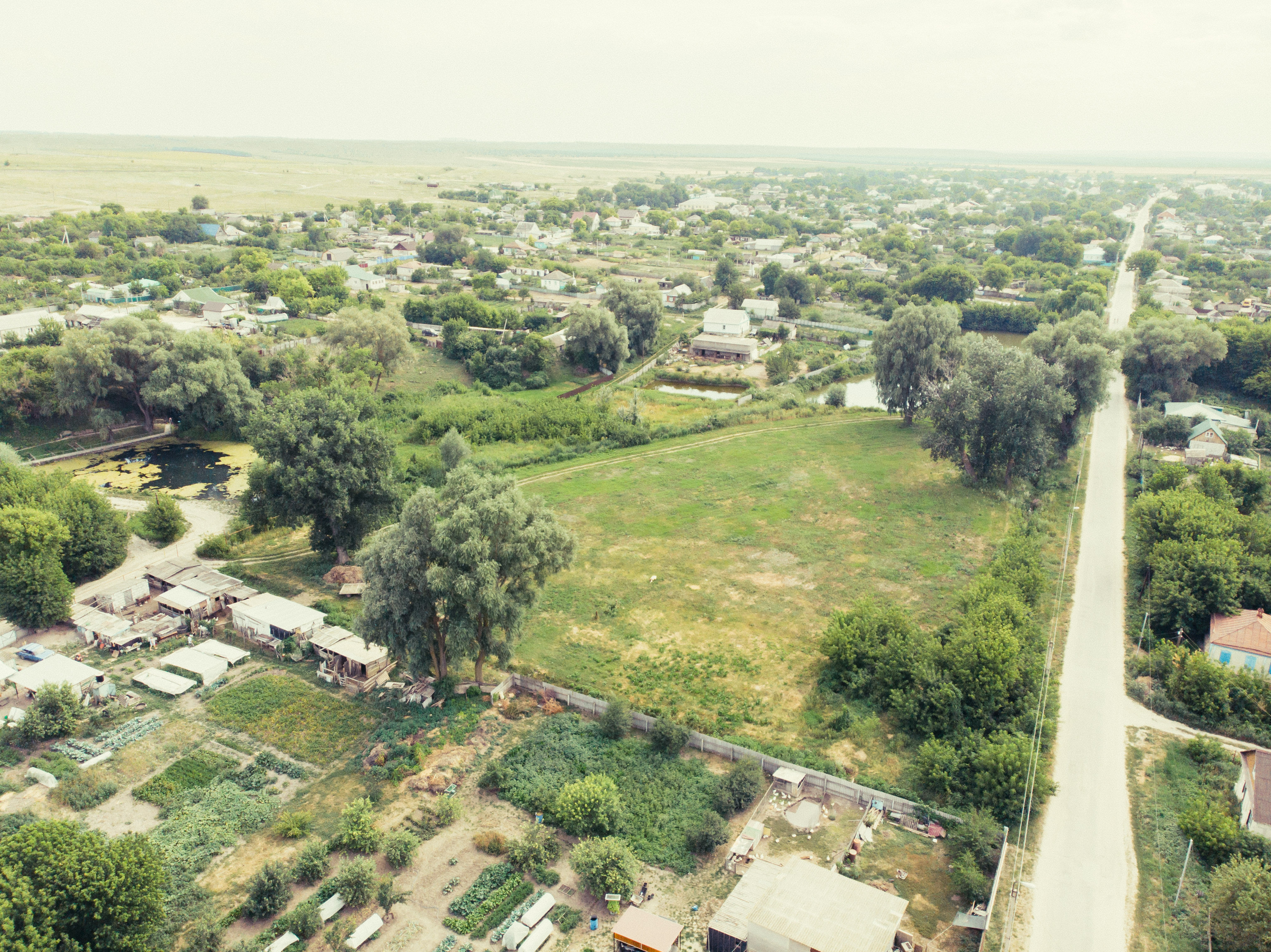
Вид на родник и озёра в станице
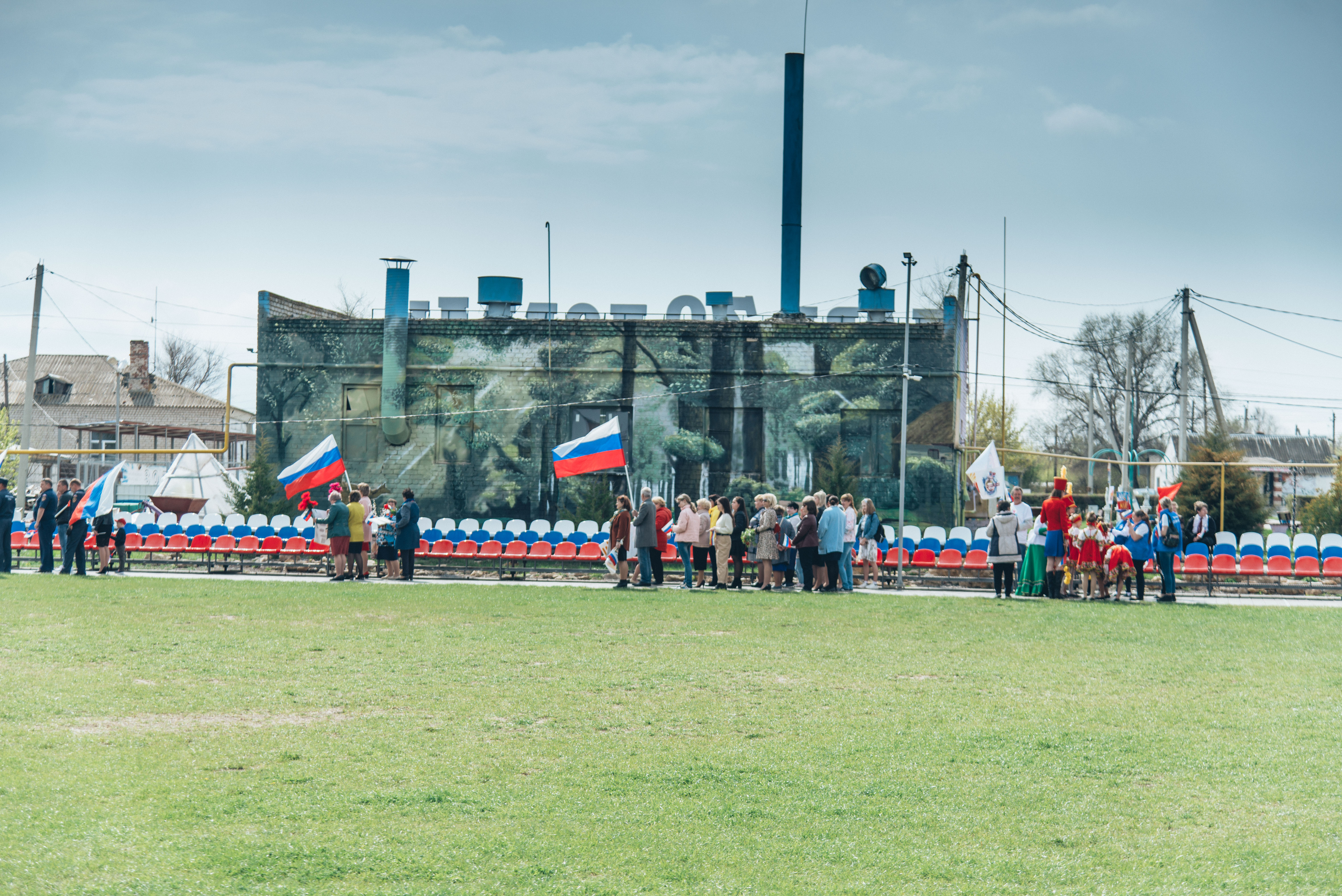
1 мая 2021

- Хопёрская тропа

- Храм Рождества Богородицы
- Ночной вид на станицу
- Весенний паводок в станице
- Место начала Хопёрской тропы
- Вид на родник и озёра в станице
- 1 мая 2021